# فيكتوريا نولان
فيكتوريا نولان هي مجدفة كندية، ولدت في 3 يناير 1975.

## وصلات خارجية
- فيكتوريا نولان على موقع الاتحاد الدولي للتجديف (الإنجليزية)
- فيكتوريا نولان على موقع اللجنة البارالمبية الكندية (الإنجليزية)